# 泣きながら生きて
泣きながら生きてはフジテレビで放送されたドキュメンタリー番組
である。
2006年11月3日に金曜プレステージ枠で放送された。再放送されていない。
2009年11月28日から新宿バルト９を皮切りに全国で劇場公開が行なわれる。

## 番組概要
中華人民共和国の文化大革命、下放政策により教育を受けられなかった中国人男性丁尚彪が日本の大学への入学を目指し語学留学する。
留学先は過疎化が進む北海道東部阿寒町(現在は釧路市)であった。
来日にあたり、借金をしておりその返済と日本語の勉強を両立しなければならない。
しかしながら阿寒町は過疎化が進む地域だったのでアルバイトもままならず、日本語学校を飛び出した。ビザの延長申請が認められず不法滞在の身になった。
番組は丁尚彪が日本で過ごした15年を追いかけたものである。

## 15年にわたる日本での生活
- 1989年（平成元年）

中国人相手の日本語学校飛鳥学院阿寒校に入学するため35歳で来日。
- 1996年（平成8年）

丁尚彪は自身の大学入学をあきらめ、有名大学進学の夢を中国屈指の名門復旦大学付属高校に通う一人娘に託した。
昼間の工場勤務、夜間の中華レストランでのアルバイトをしながら働き、稼いだお金を中国の家族に送金した。
独学で日本語を学び、仕事に困らないように、フォークリフト運転者、クレーン運転士等の資格を取得した。
丁尚彪の妻は中国で働き、丁尚彪からの送金には手をつけず娘の大学留学資金に貯めた。
- 1997年（平成9年）

娘が名門ニューヨーク州立大学に合格、産婦人科医師になるため留学する。
東京経由ニューヨーク行きの飛行機で来日した娘は8年ぶりに父と再会した。
- 2002年（平成14年）

妻の12回目の申請で査証がおりたのでニューヨークの娘に会いに行く。
上海発東京経由ニューヨーク行きの飛行機で来日した妻は13年ぶりに夫と再会した。
72時間のトランジットを使い浅草寺など東京観光をした。
- 2004年（平成16年）

丁尚彪は中国に帰国した。それは15年住んだ日本に二度と入国できないことも意味する。
帰りの飛行機の中で彼は号泣していた。
娘はアメリカの病院に勤務しながら勉強を続け大学を卒業、医学博士となった。

## 音楽
フジテレビで放送されたテレビドラマ『白線流し』や『Age,35 恋しくて』などで使われたBGMが使用されている。

## 製作スタッフ
- 企画、プロデュース　張麗玲
- ナレーション 段田安則
- 特別感謝　前田純司（フジテレビジョン）
- 特別協力　株式会社大富、大倉商事株式会社
- 技術協力　TSP
- プロデューサー　横山隆晴

## 劇場公開の動き
放送後のDVD化や再放送は様々な理由で実現していない。
放送を見ていた当時慶應義塾大学経済学部に在籍していた中村俊喜さんが関係者に働きかけて、2009年11月28日新宿バルト9より全国公開が決まった。